# Anzio
Anzio (lateinisch Antium) ist eine italienische Stadt, die zur Metropolitanstadt Rom in der italienischen Region Latium gehört. Sie hat 59.633 Einwohner (Stand 31. Dezember 2023).

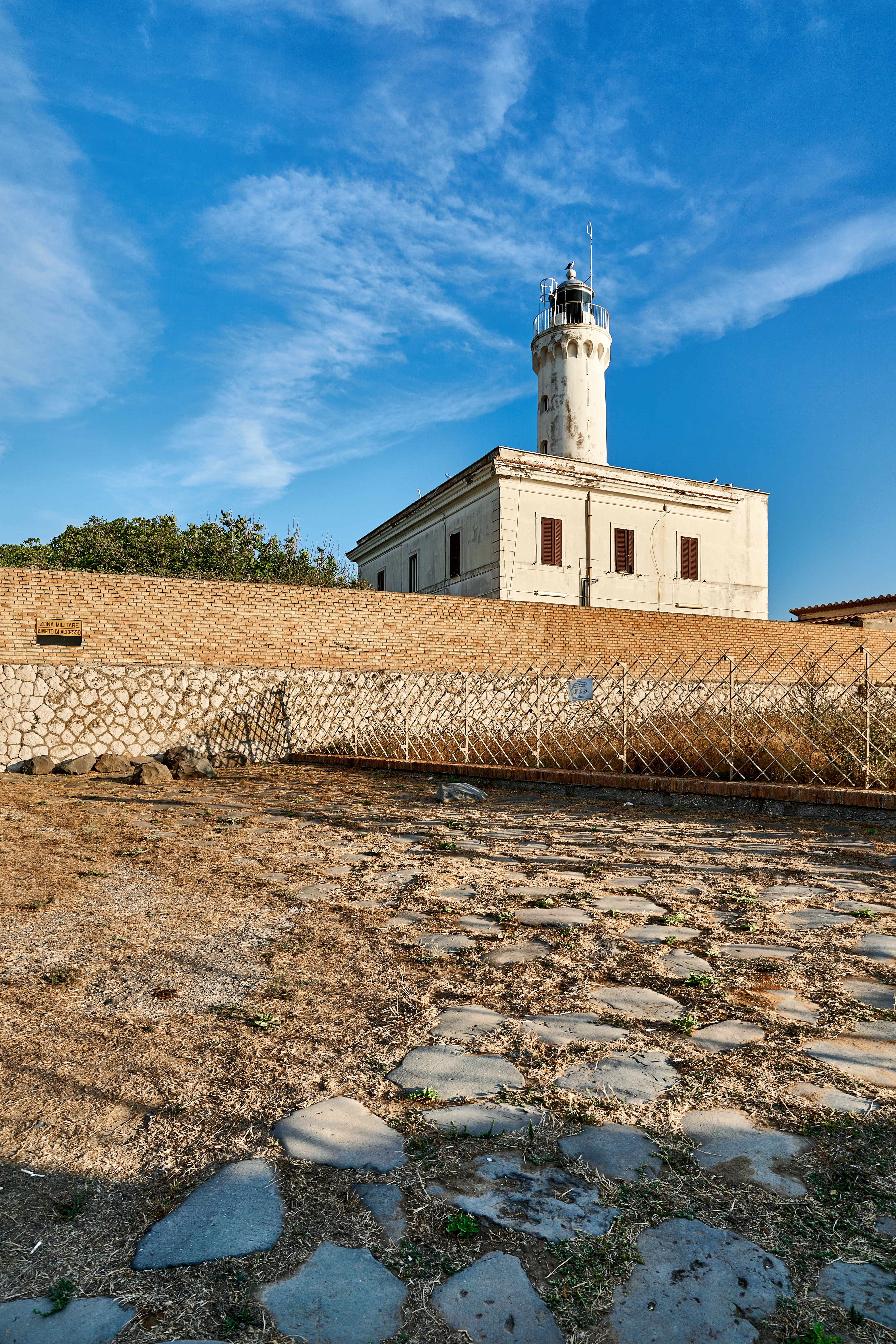
Leuchtturm von Anzio

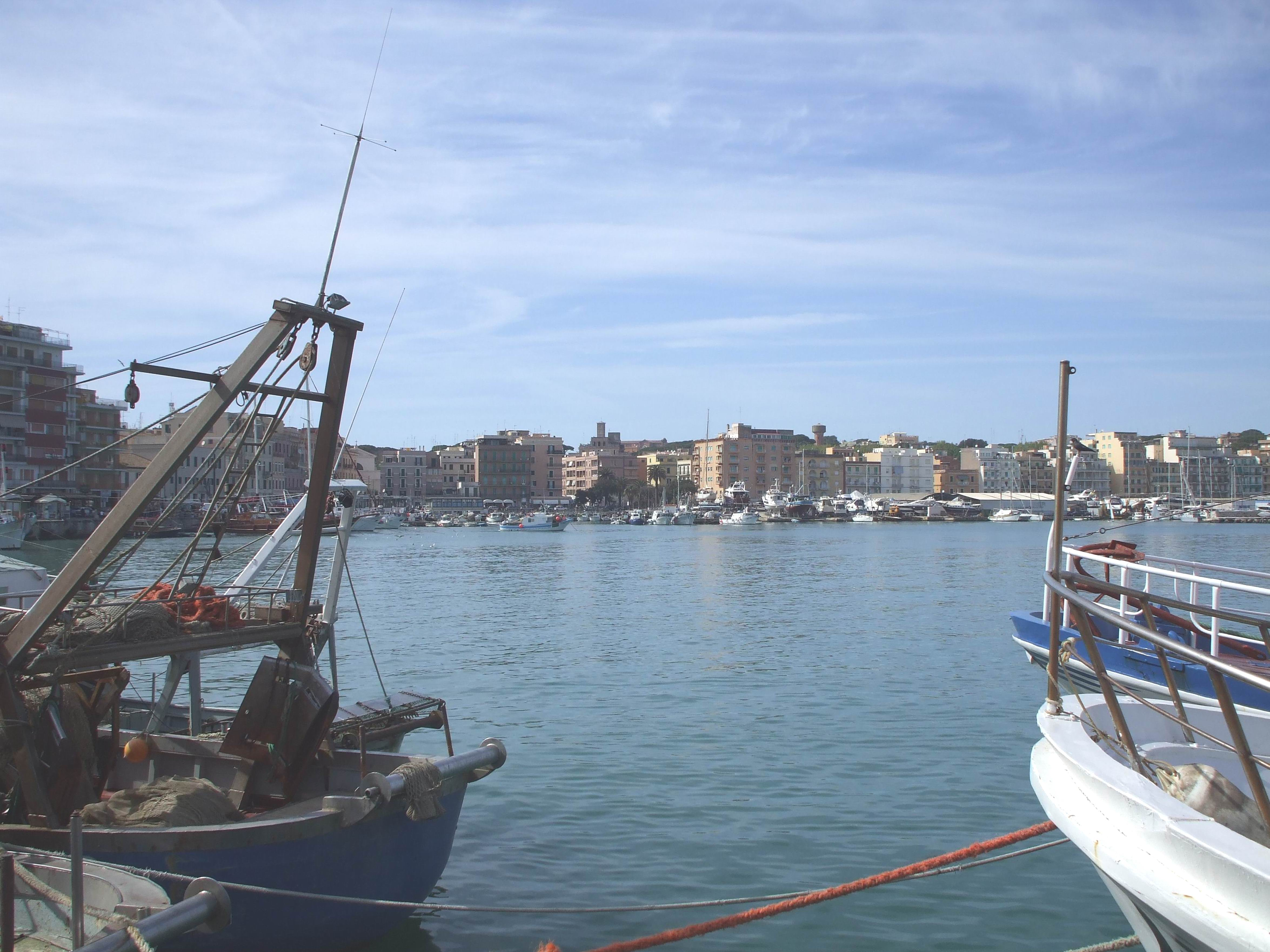
Hafen von Anzio

## Geographie

Lage von Anzio in der Metropolitanstadt Rom

Anzio liegt 58 km südlich von Rom und 26 km westlich von Latina. Das Stadtzentrum liegt auf dem gleichnamigen Kap am Tyrrhenischen Meers. Nördlich schließt sich das Neubauviertel Anzio Colonia an. Es folgen entlang der Küste die Stadtteile Lido di Marechiaro, Lido delle Sirene, Lido di Cincinatto, Lavinio Lido di Enea, Lido dei Gigli und Lido dei Pini. Im Landesinneren als Teil der Pontinischen Ebene liegen die Stadtteile Miglioramento, Marechiaro, Villa Claudia, Falasche, Lavinio Stazione, Padiglione, Spadellata und Cavallo Morte. Das Gemeindegebiet erstreckt sich von 0 bis 83 m s.l.m.
Die Strände Levante, Lido di Lavinia und Ponente sind mit der Blauen Flagge ausgezeichnet.
Die Gemeinde liegt in der Erdbebenzone 3 (wenig gefährdet).
Die Nachbargemeinden sind im Uhrzeigersinn Ardea, Aprilia (LT) und Nettuno.

## Verkehr
Anzio wird seit der Antike über die Via Ardeatina mit Rom verbunden. Heute ist jedoch die Strada Statale 207 Nettunense wichtiger, die die Stadt an die Strada Statale 148 Pontina in der Höhe von Aprilia anschließt.
Innerhalb der Stadt liegen die Bahnhöfe Anzio, Anzio Colonia, Marechiaro, Villa Claudia, Lavinio und Padiglione an der Regionalbahnstrecke FL8 Rom-Nettuno.
Von Anzio fahren Tragflügelboote zu den Pontinischen Inseln.

## Geschichte
In römischer Zeit war der Ort mit dem lateinischen Namen Antium ein beliebter Badeort, in dem vornehme Römer eine Villa besaßen. Dortige Ausgrabungen förderten wertvolle Kunstgegenstände zutage und belegen das hohe kulturelle Niveau der herrschenden Gesellschaftsschicht.
Antium war, bis zu ihrer Eroberung durch die Römer im Jahre 468 v. Chr., die Hauptstadt der Volsker. Der Sage nach wurde der Patrizier Coriolanus in Antium hingerichtet; auch Shakespeare lässt einige Szenen seiner Tragödie Coriolan hier spielen. Coriolanus übernahm hier die Volskische Macht. Nach dem letzten vergeblichen Aufstand (338 v. Chr.) wurde die Stadt geschleift. Die Kielsporne der Schiffe Antiums schmückten die Tribüne des Forum Romanum. Während des Bundesgenossenkrieges war Antium auf der Seite Sullas und wurde von den Truppen des Marius um 87 v. Chr. geplündert.
Später, gegen Ende der römischen Republik, wurde Antium ein Badeort der römischen Patrizier. Der Ort war nur eine Tagesreise von Rom entfernt, weit genug, um von der Aufruhr und den Unruhen in Rom Abstand zu bekommen, nahe genug, um bei Bedarf rasch wieder in Rom sein zu können. Als Cicero aus dem Exil zurückkehrte, sammelte er die verwüsteten Reste seiner Bibliotheken, in der Hoffnung, seine Schriftrollen seien dort in Sicherheit. Mächtige Römer ließen sich in Antium Villen am Meer bauen. Maecenas besaß in Antium eine Villa. Unter diesen Villen war die des Nero die berühmteste. Er ließ die alte Villa, in der Augustus von einer römischen Delegation zum pater patriae ernannt worden war, abreißen und am selben Ort eine größere bauen. Seine Villa wurde von allen Nachfolgern bis hin zu den Severern benutzt. Er selbst wurde wie sein Onkel Caligula in Antium auch geboren. Die Ruinen sind heute am Strand von Anzio zu besichtigen.
Im Mittelalter verfiel die Stadt. Im Jahr 1378 fand bei Anzio eine Seeschlacht statt, in der der venezianische Admiral Vettor Pisani die genuesische Flotte schlug.
Während des 2. Weltkriegs landeten am 22. Januar 1944 im Rahmen der Operation Shingle bei Anzio und östlich bei Nettuno amerikanische und britische Streitkräfte hinter den deutschen Linien in Mittelitalien; der verlustreiche Kampf um den von der Wehrmacht abgeriegelten Brückenkopf dauerte rund vier Monate – bis zum Ausbruch der Alliierten am 23. Mai 1944.

## Bevölkerung

### Bevölkerungsentwicklung

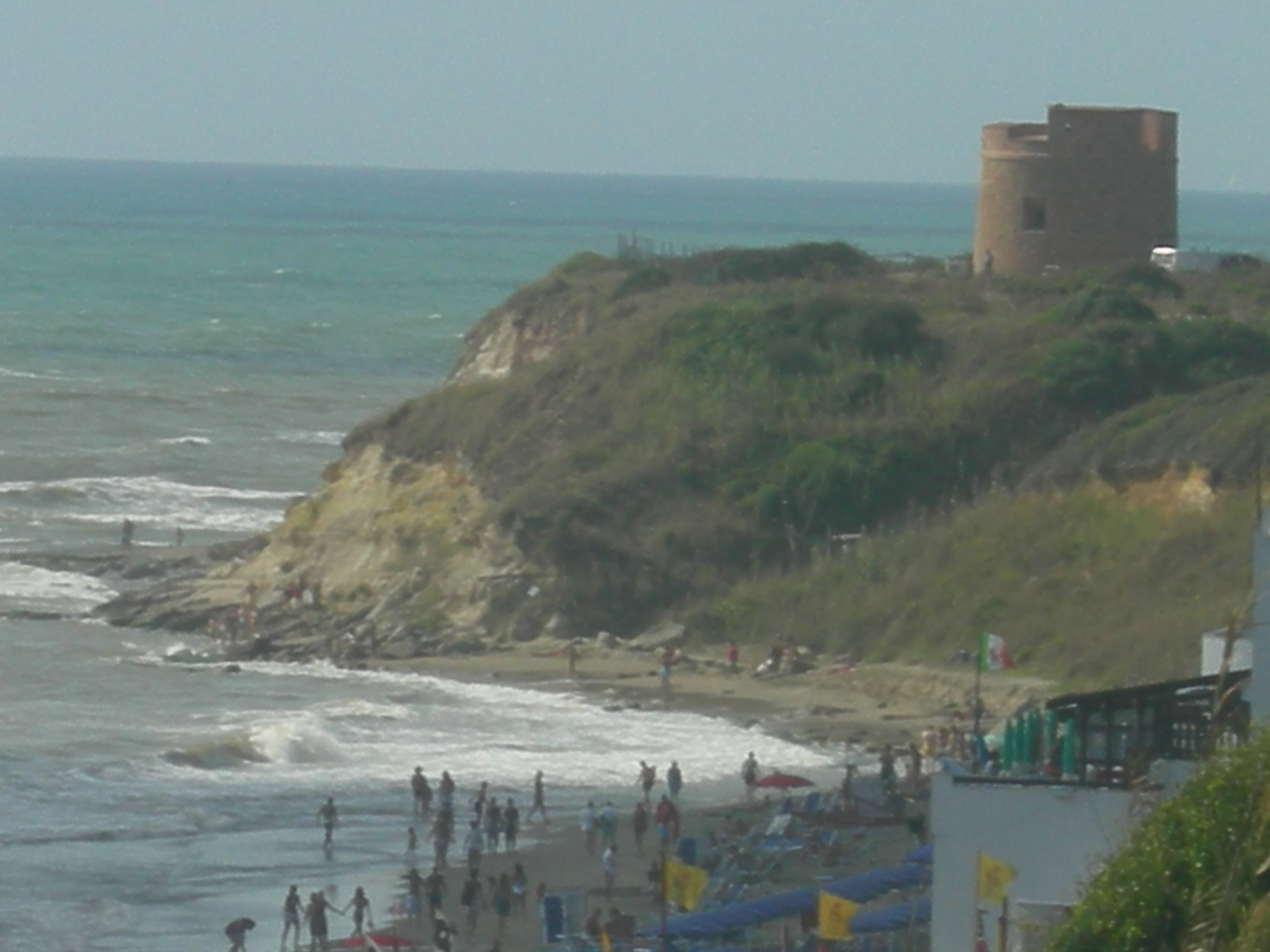
Tor Caldara

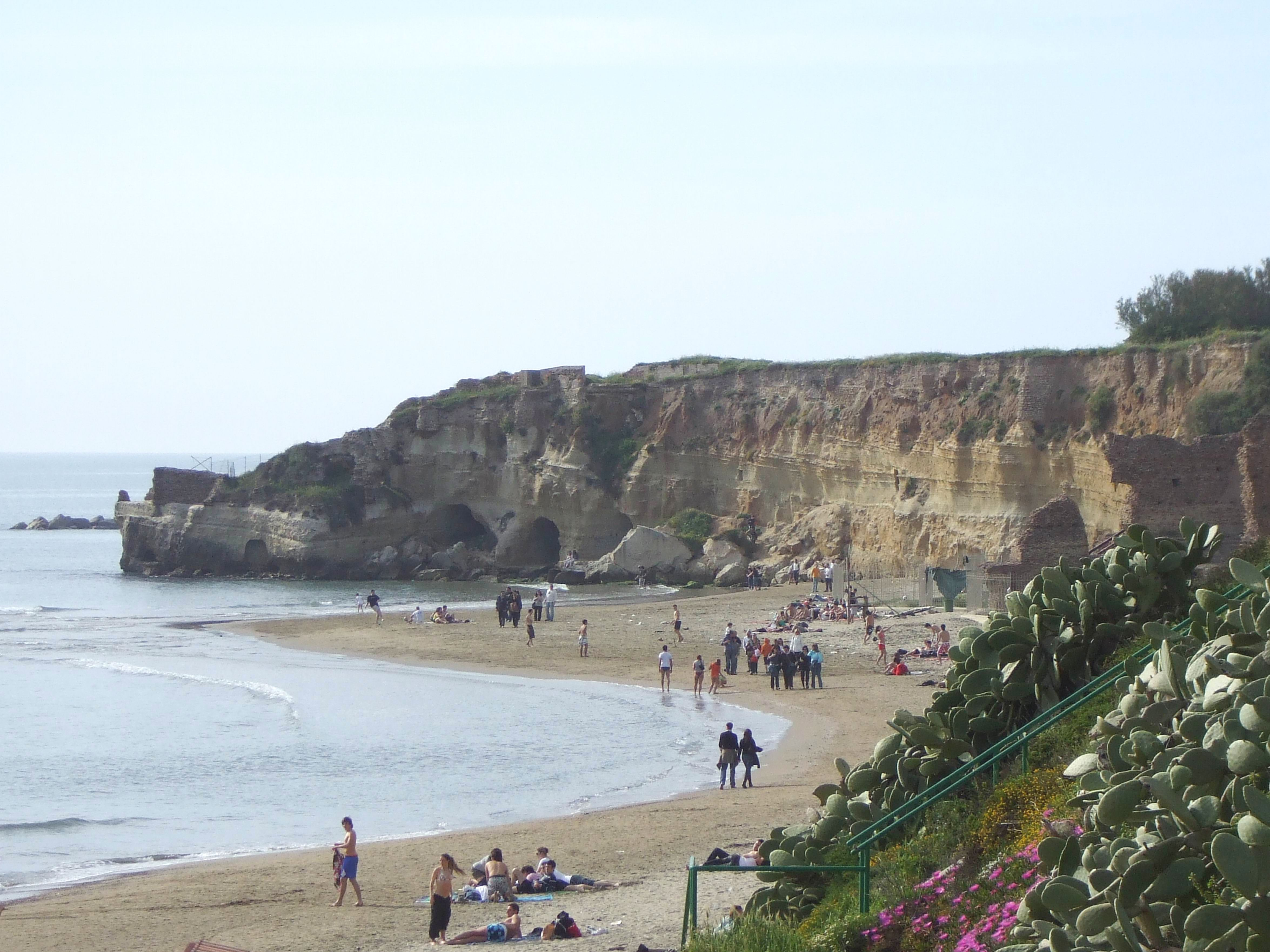
Überreste der Villa Neros, darunter die Grotten

| Jahr      | 1881  | 1901  | 1921  | 1936  | 1951   | 1971   | 1991   | 2001   | 2011   |
| Einwohner | 1.562 | 3.449 | 5.340 | 7.025 | 10.685 | 22.927 | 33.497 | 36.952 | 49.790 |

Quelle ISTAT

### Ethnien und Migration
2019 lebten in Anzio 7493 nicht-italienische Staatsbürger, u. a. aus folgenden Ländern:
1. Indien – 1732
2. Rumänien – 1567
3. Pakistan – 670
4. Bulgarien – 640
5. Marokko – 437
6. Nigeria – 229
7. Tunesien – 210
8. Ukraine – 200
9. Brasilien – 161
10. Moldau – 158

## Politik
Mit der Wahl vom 10. Juni 2018 wurde Candido De Angelis (Mitte-Rechts) zum neuen Bürgermeister gewählt.

## Städtepartnerschaften
- Bad Freienwalde (Oder) in Deutschland
- Bad Pyrmont in Deutschland, seit 1958[6]
- Heemstede in den Niederlanden
- Paphos in Zypern
- Spinazzola in Italien seit 2015[7]

eine Partnerschaft wird angestrebt mit
- Kudowa-Zdrój in Polen[8]

## Religion
Die Einwohner von Anzio gehören mehrheitlich der römisch-katholischen Glaubensgemeinschaft an. Die Stadt gehört zum Bistum Albano und hat elf Kirchengemeinden, unter anderem die der Basilika Santa Teresa del Bambino Gesù.

## Sehenswürdigkeiten
- Ruine der Villa Neros am Strand. Hier wurde Ende des 15. Jahrhunderts die Statue des Apollo von Belvedere[10] und im 17. Jahrhundert die Statue des Borghesischen Fechters gefunden.

## Museen
- In der Villa Adele ist das Museo dello Sbarco untergebracht, das die Landung der Alliierten 1944 in Anzio behandelt.
- Im Museo Civico Archeologico sind archäologische Funde zu sehen.

## Persönlichkeiten
- Gaius Caesar Augustus Germanicus (Caligula; 12–41), von 37 bis 41 Kaiser des Römischen Reiches
- Nero Claudius Caesar Augustus Germanicus (37–68), von 54 bis 68 Kaiser des Römischen Reiches
- Amilcare Cipriani (1844–1918), Anarchist und Patriot
- Giovanni Cianfriglia (1935–2024), Stuntman und Schauspieler
- Silvia Baradel (* 1991), Volleyballspielerin
- Alessio Romagnoli (* 1995), Fußballspieler

## Ehrenbürger
Ehrenbürger Anzios ist unter anderem der Musiker Roger Waters, da sein Vater dort im Zweiten Weltkrieg auf Seite der Alliierten starb.
Für Kritik sorgte 2021, dass in Anzio noch immer der faschistische Diktator Benito Mussolini Ehrenbürger ist, weswegen Edith Bruck den Friedenspreis der Stadt ablehnte.